# Kahoku, Ishikawa

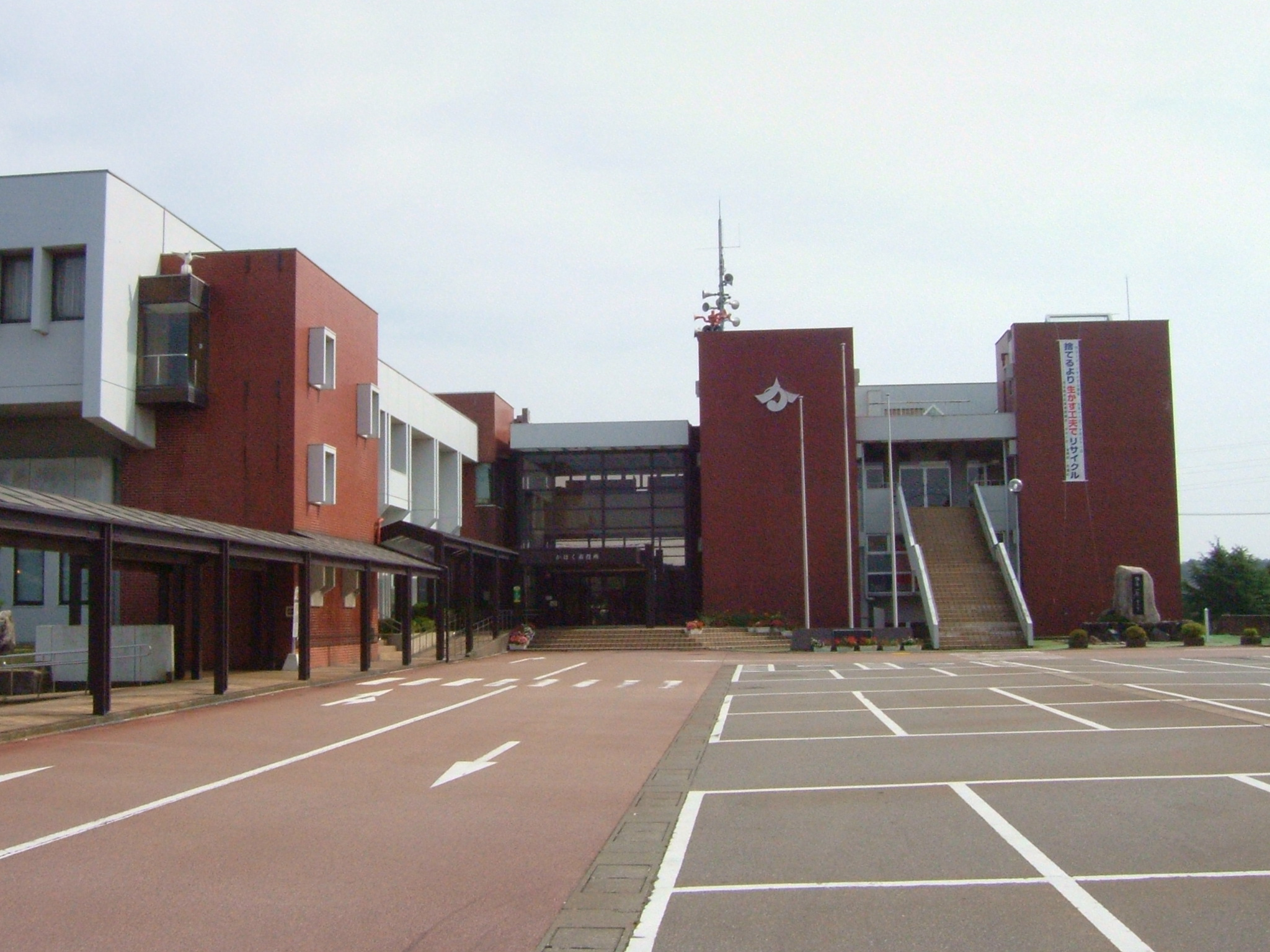
Primăria

Kahoku (かほく市 Kahoku-shi?) este un municipiu din Japonia, prefectura Ishikawa.